# Дворник Катерина Гнатівна
Катери́на Гна́тівна Дво́рник (1899 , Шкурати, Пирятинський повіт, Полтавська губернія, Російська імперія  — невідомо ) — українська державна діячка. Депутатка Верховної Ради УРСР першого скликання (1938–1947).

## Біографія
Народилась 1899 року в селянській родині в селі Шкурати, нині Пирятинський район, Полтавська область, Україна. Освіта — початкова сільська школа.
З 1925 року — член сільради на Полтавщині, займалася самоосвітою. у 1927–1930 роках — навчалася в Лубенському педагогічному технікумі. У 1930–1932 роках — завідувачка початкової школи на Полтавщині, у 1932–1936 роках — інспекторка відділу народної освіти, Оболонянський район Полтавської області. 1936–1937 роки — вчителька Коломакської середньої школи. Заочно закінчила чотири курси Полтавського педагогічного інституту.
У вересні 1937 — вересні 1941 року — завідувачка районного відділу народної освіти Коломацького району Харківської області.
1938 року була обрана депутаткою Верховної Ради УРСР першого скликання у Краснокутському виборчому окрузі № 232 Харківської області.
Член ВКП(б) з 1939 року.
Після 17 вересня 1941 року — в евакуації в Сталінградській (нині Волгоградській) області, директорка школи, вчителька.
Станом на 1945 рік — завідувачка Ленінського районного відділу народної освіти міста Харкова.

## Нагороди
- Орден Трудового Червоного Прапора (1938).
- Орден «Знак Пошани» (1945).